# Èta Orionis

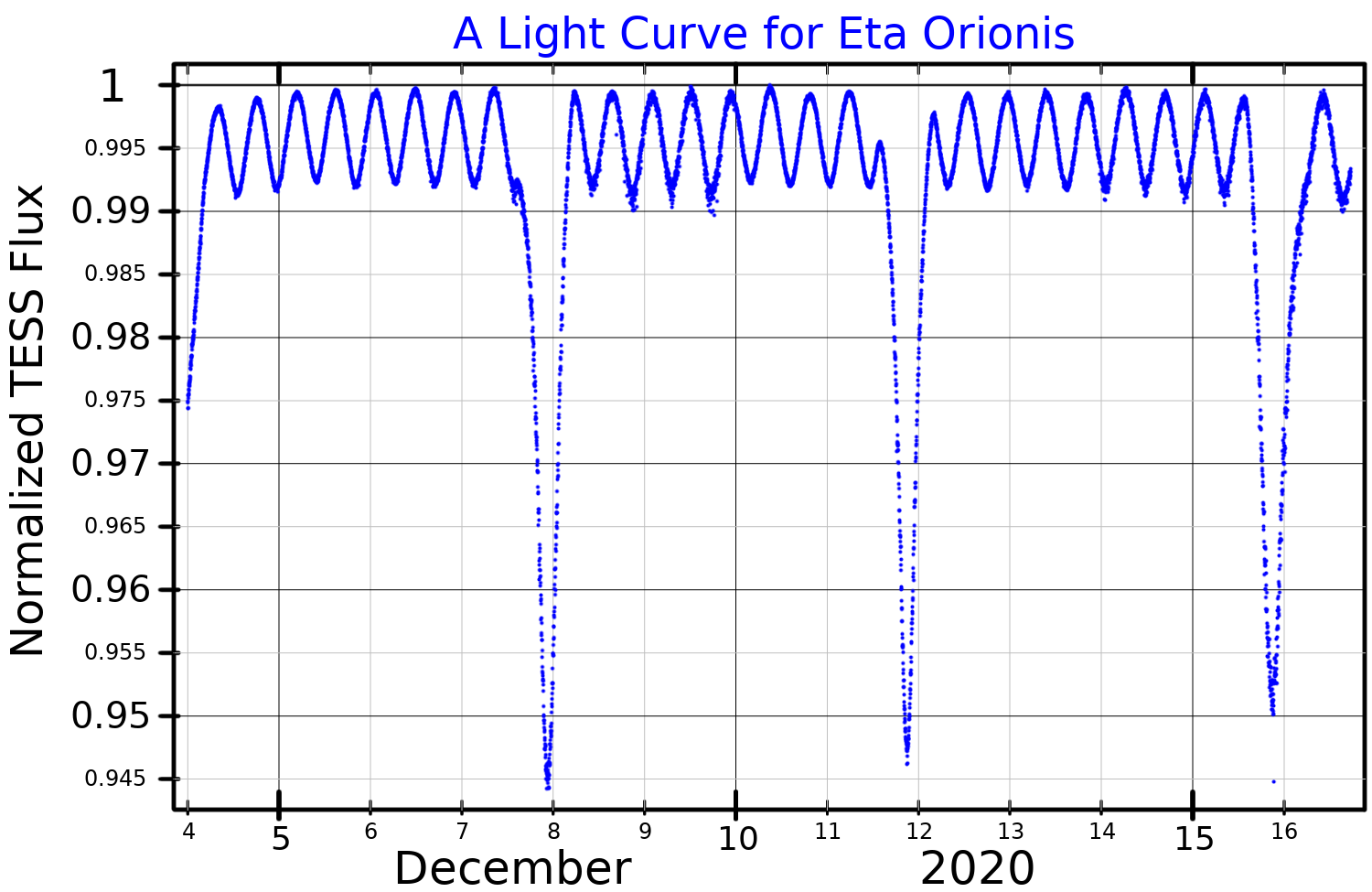
Lichtkromme van Eta Orionis

Èta Orionis is een viervoudig stelsel in het sterrenbeeld Orion. Drie van de componenten zijn met een telescoop te onderscheiden.